# جیکوب سارتوریوس
رولف جیکوب سارتوریوس (انگلیسی: Rolf Jacob Sartorius؛ زادهٔ ۲ اکتبر ۲۰۰۲) خواننده و شخصیت اینترنتی آمریکایی است که از طریق پخش ویدیوهای کمدی در واین و کلیپ‌های لب‌زنی در موزیکال لی و تیک‌تاک در سال ۲۰۱۶ از طریق رسانه‌های اجتماعی به شهرت رسید و در سال ۲۰۱۶ نخستین آهنگ رسمی وی با نام Sweatshirt منتشر شد که در جدول ۱۰۰ آهنگ داغ در ایالات متحده به ردهٔ ۹۰ رسید. جیکوب سارتوریوس در سال ۲۰۱۶ در جایگاه نهم بیشترین جستجوهای انجام گرفته در بین هنرمندان موسیقی قرار گرفت.
در ۲۰ ژانویه ۲۰۱۷، سارتوریوس نخستین آلبوم چند آهنگه خود را با نام The Last Text منتشر کرد که شامل هشت آهنگ بود. این آلبوم EP در جدول‌های آلبوم در ایالات متحده، کانادا، اسکاتلند، نیوزلند، ایرلند و استرالیا قرار گرفت. نخستین تور کنسرت او با نام تور جهانی The Last Text در همان سال برگزار شد. وی سپس آلبوم EP دوم خودش را با نام Left Me Hangin منتشر کرد. در نوامبر سال ۲۰۱۸، او سومین EP خود با نام Better With You را منتشر کرد و پس از آن در ۳۱ مه ۲۰۱۹ وی چهارمین EP خود را با نام "?Where Have You Been" را منتشر کرد که مانند سه آلبوم پیشین‌اش نتوانست اثری از خود در جداول موسیقی سراسر جهان بر جای بگذارد.

## اوایل زندگی

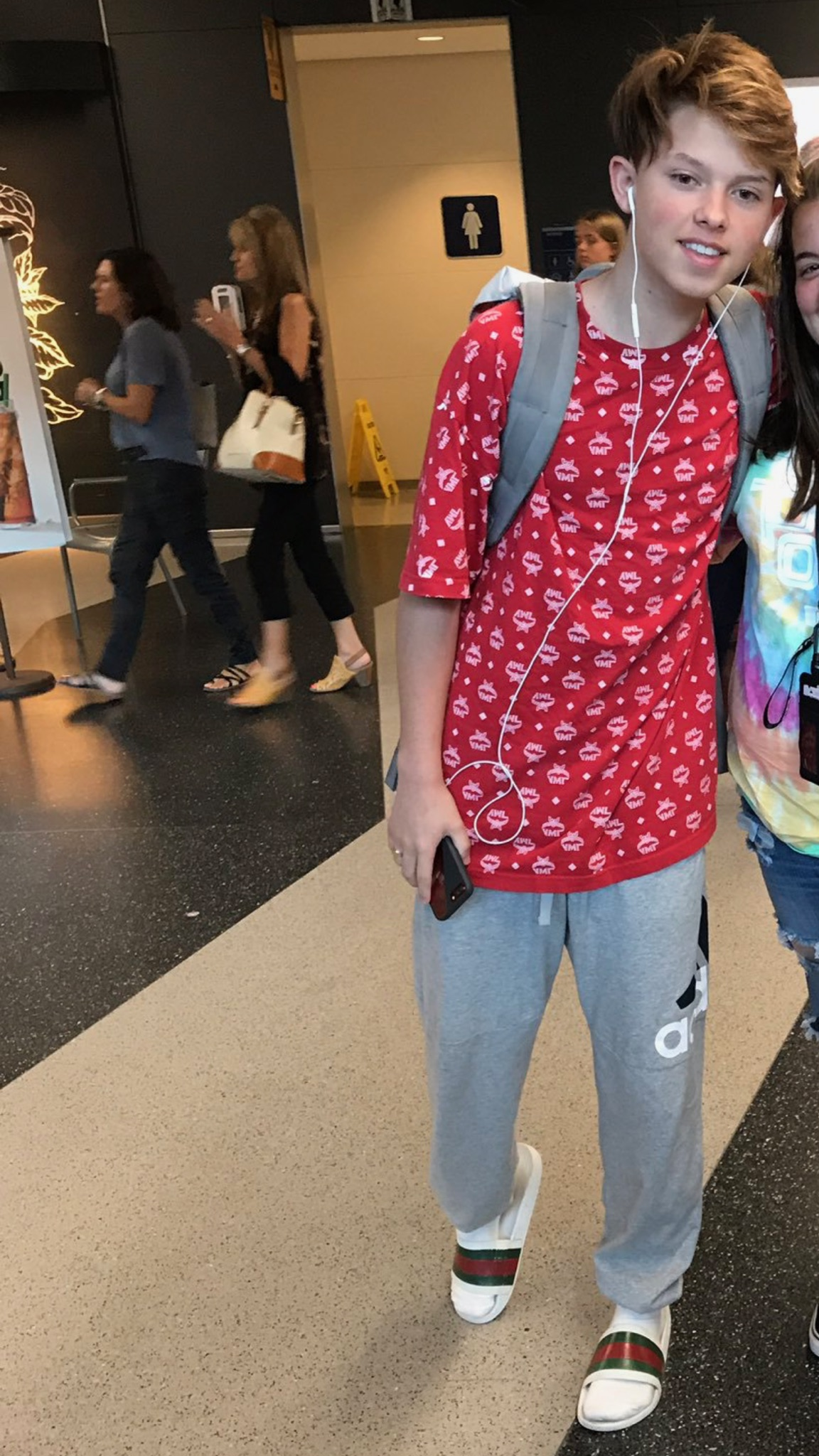
سارتوریوس در سپتامبر ۲۰۱۷‏

سارتوریوس در تالسا، اکلاهما متولد شد. وی پس از مدت کوتاهی از تولدش فرزندخوانده شد و به ویرجینیا منتقل شد؛ چرا که والدین او در بدو تولدش قادر به نگهداری وی نبودند. او توسط والدین فرزندخواندهٔ خود در رستون، ویرجینیا بزرگ شد. سارتوریوس در سن ۷ سالگی فعالیت در موسیقی را آغاز کرد و در آن‌جا عشق خود به اجرا را کشف کرد.
سارتوریوس در سال ۲۰۱۴ و در ۱۱ سالگی، نخستین ویدیوی آنلاین خود را در واین بارگذاری کرد. این ویدئو که پیامی ضد زورگویی داشت، همه جا پخش شد و سبب شهرت وی در شبکه‌های اجتماعی شد. پس از ارسال منظم ویدیوها به واین، سارتوریوس در این برنامه به محبوبیت رسید. سپس در همان سال، سارتوریوس به Musical.ly پیوست. فیلم‌های لب‌زنی وی روی این اپلیکیشن بسیار محبوب شد و سبب شد تا وی در اوت ۲۰۱۶، به یکی از ستاره‌های برتر این برنامه با بیش از ۸ میلیون دنبال کننده تبدیل شود.
شهرت تازهٔ سارتوریوس، بدتر شدن قلدریها در مدرسه را در پی داشت. در ۲۰۱۶ وی اقرار کرد که در سال ۲۰۱۵ به دلیل «حملات کلامی، هل داده شدن و آزار توسط هم‌کلاسی‌های خود»، مجبور شده سه بار مدرسهٔ خود را عوض کند. شبکه‌های اجتماعی به او پیشنهاد کردند که از گردن‌کلفتی و قلدری بگریزد. با این حال سارتوریوس می‌گوید: «پیش از Musical.ly من خیلی برون‌گرا نبودم ولی این برنامه به من کمک کرد که از این حالت خارج شوم. مثل این است که هیچ‌کس به جز دوربین تماشا نمی‌کند.»
در ۲ فوریه ۲۰۱۹، سارتوریوس از طریق اینستاگرام فاش کرد که از زمانی که ۱۱ ساله بوده به دنبال درمان و گرفتن داروهای ضد افسردگی بوده‌است.

## فعالیت

### ۲۰۱۶: آغاز فعالیت، گروه موسیقی T3 و تور All My Friends
پس از رسیدن به اوج شهرت از طریق رسانه‌های اجتماعی، سارتوریوس با گروه موسیقی T3 توافقی را امضا کرد و در ۳ مه ۲۰۱۶ نخستین ترانهٔ رسمی خود با عنوان Sweatshirt را منتشر کرد. این ترانه جایگاه ۹۰ در جدول ۱۰۰ آهنگ داغ بیلبورد و رتبهٔ ۸۱ جدول ۱۰۰ آهنگ داغ کانادا را به خود اختصاص داد. سارتوریوس این آهنگ را برای نخستین بار در ۷ مه در بالتیمور و در جریان تور چیسینگ کامرون اجرا کرد. توری که در آن طرفداران می‌توانند با شخصیت‌های اینترنتی دیدار و تعامل داشته و شاهد اجرای برنامه باشند. در همین زمان، بیزنس اینسایدر پیش‌بینی کرد که سارتوریوس «می‌تواند جاستین بیبر بعدی» باشد.
پس از این تور، سارتوریوس دو تک آهنگ دیگر به نام‌های Hit or Miss و All My Friends منتشر کرد. Hit or Miss با رسیدن به شمارهٔ ۷۲ در ایالات متحده، بهترین جایگاه جدولی را در بین تک آهنگ‌های او تا به امروز داشته‌است. در سال ۲۰۱۶، سارتوریوس تور All My Friends Tour را برگزار کرد. یک تور کوچک که در شش شهر به انجام رسید.

### ۲۰۱۷ تا کنون: The Last Text، آرسی‌ای، و Left Me Hangin
سه ماه بعد، سارتوریوس اعلام کرد تور جهانی The Last Text را در سال ۲۰۱۷ و در ۷ کشور برای حمایت از نخستین آلبوم چند آهنگه خود برگزار خواهد کرد. آلبوم EP سارتوریوس در ۲۰ ژانویه ۲۰۱۷ منتشر شده بود.
اواسط سال ۲۰۱۷، سارتوریوس با آرسی‌ای رکوردز قرارداد امضا کرد و در ۶ اکتبر، نخستین آهنگ او با همکاری این ناشر بزرگ با نام Left Me Hangin منتشر شد. سارتوریوس نخستین ترانهٔ کریسمسی خود با نام Cozy را در ۱ دسامبر ۲۰۱۷ منتشر کرد.
در مارس ۲۰۱۸، سارتوریوس در تظاهرات مارس برای زندگی ما (تظاهرات صدها هزار نفری علیه قوانین مالکیت سلاح در آمریکا) در لس آنجلس شرکت کرد و در این رویداد به سخنرانی پرداخت.
در ۱ نوامبر ۲۰۱۸، سارتوریوس سومین آلبوم چند آهنگهٔ خود را با عنوان Better With You منتشر کرد.
در ۳۱ مه ۲۰۱۹، او چهارمین آلبوم چند آهنگه‌اش را با نام ?Where Have You Been منتشر کرد.

## ترانه‌شناسی
آلبوم‌های چند آهنگه
- (۲۰۱۷) The Last Text
- (۲۰۱۷) Left Me Hangin
- (۲۰۱۸) Better with You
- (۲۰۱۹) ?Where Have You Been

## جوایز و نامزدی‌ها
| سال  | جایزه                         | بخش                           | کار  | نتیجه    |
| ---- | ----------------------------- | ----------------------------- | ---- | -------- |
| ۲۰۱۶ | جوایز برگزیده نوجوانان        | انتخاب فعال موسیقی            | خودش | نامزدشده |
| ۲۰۱۷ | جوایز موسیقی رادیو آی‌هارت     | ستاره اجتماعی سال             | خودش | نامزدشده |
| ۲۰۱۷ | جوایز برگزیده کودکان نیکلودین | هنرمند برگزیده موسیقی ویروسی  | خودش | نامزدشده |
| ۲۰۱۷ | جوایز موسیقی رادیو دیزنی      | ستاره برگزیده شبکه‌های اجتماعی | خودش | نامزدشده |
| ۲۰۱۷ | جوایز شرتی                    | فعال موسیقی سال               | خودش | نامزدشده |
| ۲۰۱۷ | جوایز برگزیده نوجوانان        | انتخاب فعال موسیقی            | خودش | نامزدشده |

## تورها
- All My Friends Tour (۲۰۱۶)
- The Last Text World Tour (۲۰۱۷)
- The Left Me Hangin Tour (۲۰۱۷)
- Night & Day Tour (۲۰۱۸)